# یواس‌اس اس‌سی-۷۴۲
یواس‌اس اس‌سی-۷۴۲ (به انگلیسی: USS SC-742) یک زیردریایی است که طول آن ۱۱۰ فوت ۱۰ اینچ (۳۳٫۷۸ متر) می‌باشد. این زیردریایی در سال ۱۹۴۲ ساخته شد.